# Districtul Al Butnan
Al Butnan este un district în Libia. Acest districte are 144.527 locuitori cu o suprafață de 83.860 km².